# The Mississippi Gambler
The Mississippi Gambler (br Aventureiro do Mississippi) é um filme norte-americano de 1953, do gênero aventura, dirigido por Rudolph Maté e estrelado por Tyrone Power e Piper Laurie.

## Sinopse
Mark Fallon é um aventureiro baseado em Nova Orleans, adepto de baralho, esgrima e mulheres. Entre mesas de jogos, duelos de espada e lutas a socos, ele corteja a bela e fogosa herdeira Angelique Dureau, que acaba por se casar com o banqueiro George Elwood. Ao mesmo tempo, é cortejado pela sua protegida Ann Conant, que é silenciosamente louca por ele. No final, Mark tem de bater-se em uma tensa partida de cartas com Laurent Dureau, o irmão nervosinho de Angelique.

## Premiações
| Patrocinador                                  | Prêmio | Categoria             | Situação                    |
| --------------------------------------------- | ------ | --------------------- | --------------------------- |
| Academia de Artes e Ciências Cinematográficas | Oscar  | Melhor Mixagem de Som | Indicado[carece de fontes?] |

## Elenco
| Ator/Atriz       | Personagem              |
| ---------------- | ----------------------- |
| Tyrone Power     | Mark Fallon             |
| Piper Laurie     | Angelique 'Leia' Dureau |
| Julie Adams      | Ann Conant              |
| John McIntire    | Kansas John Polly       |
| William Reynolds | Pierre Loyette          |
| Paul Cavanagh    | Edmond Dureau           |
| Robert Warwick   | Governador Paul Monet   |
| John Baer        | Laurent Dureau          |
| Ron Randell      | George Elwood           |
| Ralph Dumke      | F. Montague Caldwell    |
| Guy Williams     | André Brion             |